# Alfred Nzo (polityk)
Alfred Baphethuxolo Nzo (ur. 1925, zm. 2000) – południowoafrykański polityk.
W 1950 rozpoczął działalność w ANC (Afrykańskim Kongresie Narodowym). W latach 1964–1990 przebywał na emigracji, piastując stanowisko sekretarza generalnego ANC w latach 1969-1991. Od 1994 do 1999 był ministrem spraw zagranicznych.
Jego imię upamiętnia dystrykt Alfred Nzo.